# Quchomo (sockenhuvudort i Kina, Tibet Autonomous Region, lat 28,26, long 91,77)
Quchomo (kinesiska: 曲卓木, 曲卓木乡) är en sockenhuvudort i Kina. Den ligger i den autonoma regionen Tibet, i den sydvästra delen av landet, omkring 170 kilometer söder om regionhuvudstaden Lhasa. Antalet invånare är 3 852. Befolkningen består av 2 023 kvinnor och 1 829 män. Barn under 15 år utgör 22,0 %, vuxna 15-64 år 71 %, och äldre över 65 år 6,0 %.
Runt Quchomo är det mycket glesbefolkat, med 2 invånare per kvadratkilometer. Det finns inga andra samhällen i närheten. Trakten runt Quchomo består i huvudsak av gräsmarker.
Genomsnittlig årsnederbörd är 964 millimeter. Den regnigaste månaden är juli, med i genomsnitt 194 mm nederbörd, och den torraste är december, med 4 mm nederbörd.